# 商城県
商城県（しょうじょう-けん）は中華人民共和国河南省信陽市に位置する県。古くは黄国にあったところで、中国の最貧困県の1つ。

## 行政区画
- 街道:赤城街道、鯰魚山街道
- 鎮:上石橋鎮、鄢崗鎮、双椿鋪鎮、汪橋鎮、余集鎮、達権店鎮、豊集鎮、汪崗鎮、観廟鎮、金剛台鎮
- 郷:河鳳橋郷、李集郷、蘇仙石郷、伏山郷、呉河郷、馮店郷、長竹園郷
- 湯泉池管理処